# Los Cascos Esco-Agroplan
Los Cascos Esco-Agroplan (código UCI: CEA) es un equipo ciclista argentino de categoría Amateur. 
El equipo se le denomina al interior del país como los Cascos Naranjas y Los Matanceros, tiene como objetivo proyectar las nuevas promesas que tiene el ciclismo en la Provincia de Buenos Aires y en el país, preparándolos para los próximos Juegos Panamericanos de Toronto 2015 y los Juegos Olímpicos de Río de Janeiro 2016 y sumando a la vez, un escalón previo para proyectarse para competir en los circuitos Protour.
Los Cascos Naranjas debutaron como equipo en el año 2013 en el Tour de San Luis logrando destacadas actuaciones durante todo el evento deportivo. En el año 2014 el equipo se consolidó a nivel suraméricano ganando etapas en la Vuelta a Costa Rica y en la Vuelta Ciclista del Uruguay, y siendo protagonista nuevamente en el Tour de San Luis descantándose durante cada etapa y logrando la clasificación final de los sprints.
En el año 2016 el equipo cambia de nombre debido a la llegada de nuevos patrocinadores, pero continuando con la misma esencia de los Cascos Naranjas.

## Material ciclista
El equipo utiliza bicicletas de la marca Colner y componentes Shimano Dura-Ace.

## Clasificaciones UCI

### UCI America Tour
| Temporada | Clasificación por equipos | Mejor corredor  | Posición |
| 2013      | 29º                       | Marcos Crespo   | 177º     |
| 2014      | 41.º                      | Ariel Sivori    | 325.º    |
| 2015      | 36.º                      | Claudio Arone   | 267.º    |
| 2016      | 44.º                      | Leandro Burgois | 400.º    |

### UCI Europe Tour
| Temporada | Clasificación por equipos | Mejor corredor | Puesto |
| 2013      | 126.º                     | Lucas Gaday    | 1134.º |
| 2014      | 125.º                     | Lucas Gaday    | 1057.º |

## Palmarés
Para años anteriores, véase Palmarés de Los Cascos Esco-Agroplan

### Palmarés 2017

#### Circuitos Continentales UCI
| Fecha | Circuito | Carrera | Ganador |

#### Campeonatos nacionales
| Fechas | Carreras | Ganador |

## Plantilla
Para años anteriores, véase Plantillas de Los Cascos Esco-Agroplan

### Plantilla 2017
| Integrantes del equipo 2017               | Integrantes del equipo 2017 | Integrantes del equipo 2017 | Integrantes del equipo 2017 |
| Corredor                                  | Fecha de nacimiento         | Equipo previo               |                             |
| ----------------------------------------- | --------------------------- | --------------------------- | --------------------------- |
| Juan Manuel Aguirre                       | 2 de noviembre de 1975      |                             |                             |
| Nicolás Antorena                          | 12 de mayo de 1996          |                             |                             |
| Omar Azzem                                | 22 de agosto de 1992        |                             |                             |
| Juan Martín Boldu                         | 9 de agosto de 1995         |                             |                             |
| Santiago Espindola                        | 5 de mayo de 1994           |                             |                             |
| Julián Gaday                              | 21 de junio de 1990         |                             |                             |
| Lucas Gaday                               | 20 de febrero de 1993       | Roth (2016)                 |                             |
| César Sigura                              | 16 de noviembre de 1981     |                             |                             |
| Mario José Sosa                           | 22 de junio de 1995         |                             |                             |
|                                           |                             |                             |                             |
| Fuentes: ProCyclingStats Cycling Quotient |                             |                             |                             |